# Tobias B. Huber
Tobias B. Huber (* 25. August 1971 in Waldkirch) ist ein deutscher Nephrologe und Internist. Er ist Universitätsprofessor, Direktor und Leiter der III. Medizinischen Klinik am Universitätsklinikum Hamburg-Eppendorf. Davor war er Leiter der Abteilung für Chronische Nierenerkrankungen am Universitätsklinikum Freiburg. Huber ist international bekannt für seine wissenschaftlichen Arbeiten zur molekularen Struktur und Funktion des Nierenfilters. Er ist der Enkel des Botanikers Bruno Huber und Urenkel des Historikers Alfons Huber sowie verwandt mit dem Zellbiologen Lukas Huber.

## Leben
Huber studierte Medizin in Freiburg, Wien und Tampa (USA) (1992–1999). Nach seiner Promotion am Physiologischen Institut in Freiburg war er von 1999 bis 2003 Assistenzarzt in der nephrologischen Abteilung des Universitätsklinikums Freiburg. Von 2003 bis 2006 forschte er als Emmy Noether - Stipendiat der Deutschen Forschungsgemeinschaft am Department of Immunology and Pathology der Washington University in St. Louis (USA). Nach seiner Habilitation 2007 und der Anerkennung des Facharztes für Innere Medizin leitete Huber eine Emmy Noether Forschungsgruppe in Freiburg. 2012 wurde er in das Heisenberg-Programm aufgenommen und hat seit 2013 eine W3-Heisenbergprofessur für Nephrologie in Freiburg inne. Von 2015 bis 2017 war Huber Stellvertreter des Ärztlichen Direktors der Klinik für Innere Medizin IV für Nephrologie und Allgemeinmedizin sowie Leiter der Abteilung für Chronische Nierenerkrankungen des Universitätsklinikums Freiburg. Zudem war er Co-Direktor des Zentrums für Biosystemanalyse (ZBSA). Seit April 2017 ist Huber Direktor und Leiter der III Medizinischen Klinik am Universitätsklinikum Hamburg-Eppendorf.

## Wissenschaftlicher Beitrag
Huber hat mit seinem Team wichtige Beiträge zum Verständnis der Funktion und Erkrankungen der Niere geliefert.  Forschungsmittelpunkt sind komplexe Signalprozesse in der Entwicklung, Erhaltung und dem Krankheitsverlauf der Niere. Hubers Team identifizierte mehrere molekulare Mechanismen, die für das Versagen, Erhaltung, Alterung und Erkrankung der Niere zuständig sind.
Am 13. Mai 2020 veröffentlichte das The New England Journal of Medicine online eine Studie von Huber et al. zur Auswirkung von COVID-19 auf verschiedene Organe. Sie quantifizierten bei 22 Verstorbenen die Viruslast in Gewebeproben aus sieben Organen (darunter Nieren, Lunge, Rachen, Herz, Leber und Gehirn). 
Bis zu 50 % der COVID-19-Patienten erleiden ein akutes Nierenversagen. Die Befunde der Studie erklären, warum COVID-19 häufig eine Nierenschädigung verursacht. 
Auch symptomlose Covid-19-Infizierte sollten deshalb auch ihren Urin testen lassen; der Test kostet nur wenige Cents. Je früher Nierenprobleme erkannt werden, desto besser können Mediziner dauerhafte Schäden vermeiden.

## Mitgliedschaften in wissenschaftlichen Vereinigungen
Huber ist Mitglied in zahlreichen wissenschaftlichen Vereinigungen. Darunter zählen die Deutsche Gesellschaft für Nephrologie, die American Society of Nephrology, die Deutsche Gesellschaft für Innere Medizin sowie die American Society for Clinical Investigation.

## Ehrungen und Auszeichnungen (Auswahl)
Huber wurde mit mehreren internationalen Rufen sowie nationalen und internationalen Preisen für Nierenforschung ausgezeichnet. Neben einem Forschungsstipendium der Deutschen Nierenstiftung, das er 2002 erhielt, verlieh ihm die Deutsche Gesellschaft für Nephrologie den Carl-Ludwig-Preis (2004), den Hans-U.-Zollinger-Forschungspreis (2009) sowie den Franz-Volhard-Preis (2010). 2012 zeichneten ihn die American Society of Nephrology und die American Heart Association mit dem renommierten Young Investigator Award aus. Für die Erforschung Diabetischer Nierenerkrankungen erhielt Huber 2014 den Consolidator Grant des Europäischen Forschungsrats (ERC).  2014 wurde Huber in die American Society for Clinical Investigation aufgenommen. Seit 2015 ist er Internal Senior Fellow des FRIAS-Freiburg Institute for Advanced Studies.
2021 wurde Tobias B. Huber als Mitglied in die Nationale Akademie der Wissenschaften Leopoldina aufgenommen.
2021 wurde Huber zum Mitglied der Association of American Physicians (AAP) ernannt.

## Publikationen (Auswahl)
- Publikationsliste Research Gate